# Bernard Patrick Devlin
Bernard Patrick Devlin (* 10. März 1921 in Youghal, Irische Republik; † 15. Dezember 2010 in Gibraltar) war ein irischer Geistlicher und römisch-katholischer Bischof von Gibraltar.

## Leben
Bernard Patrick Devlin besuchte ab 1927 in den Loreto Convent in Youghal in 1927 ein und ab 1933 eine Schule der Christian Brothers. Nach seinem Abschluss am Cistercian College Dublin im Jahre 1939 studierte er am Päpstlichen Beda-Kolleg in  Liverpool. Er empfing am 9. Dezember 1945 in der Kathedrale von Portsmouth die Priesterweihe. Ab 22. Juni 1946 war er in Gibraltar tätig, ab 1974 als Pfarrer der Gemeinde St. Theresa und ab 1975 als Generalvikar in Gibraltar.
Papst Johannes Paul II. ernannte ihn am 20. Oktober 1984 zum Bischof von Gibraltar. Der Papst selbst spendete ihm am 6. Januar 1985 im Petersdom in Rom die Bischofsweihe; Mitkonsekratoren waren Eduardo Martínez Somalo, Substitut des Staatssekretariates, und Duraisamy Simon Lourdusamy, Sekretär der Kongregation für die Evangelisierung der Völker.
Devlin wurde am 30. März 1985 in der Cathedral of St. Mary the Crowned zum Großoffizier des Ritterorden vom Heiligen Grab zu Jerusalem investiert. Er war Ritter des Order of St. Michael and St. George.
Am 14. Februar 1998 nahm Papst Johannes Paul II. seinen altersbedingten Rücktritt an. Er verstarb am 15. Dezember 2010 und wurde am 17. Dezember desselben Jahres in der Krypta der Kathedrale St. Mary the Crowned in Gibraltar beigesetzt.